# Matthews (Indiana)
Matthews – miasto w Stanach Zjednoczonych, w stanie Indiana, w hrabstwie Grant.